# Roncus caprai
Roncus caprai är en spindeldjursart som beskrevs av Giulio Gardini 1993. Roncus caprai ingår i släktet Roncus och familjen helplåtklokrypare. Inga underarter finns listade i Catalogue of Life.